# Diana Mitford

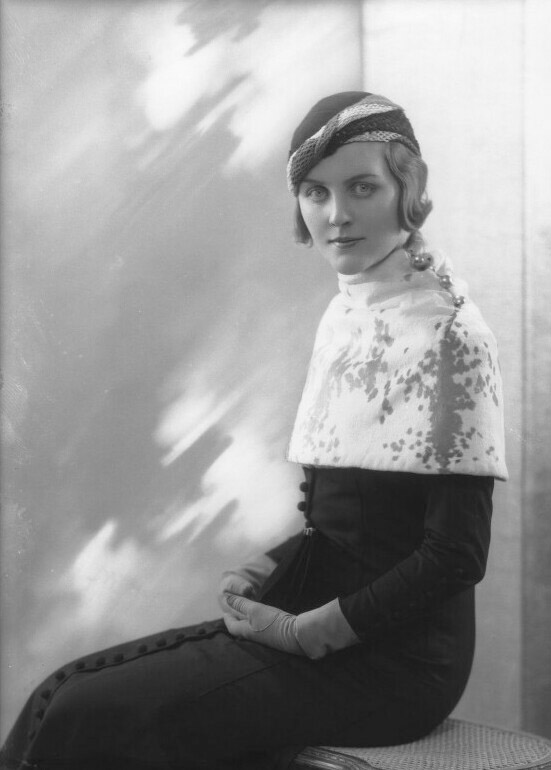
Diana Mitford, 1932

Hon. Diana Freeman-Mitford (* 17. Juni 1910 in London; † 11. August 2003 in Paris) war die Ehefrau des Brauereierben Bryan Walter Guinness und später des britischen Faschistenführers Sir Oswald Mosley. Sie war eine schillernde, aufgrund ihrer politischen Ansichten sehr umstrittene Persönlichkeit. Sie machte Bekanntschaft mit Adolf Hitler und Joseph Goebbels und wurde eine enge Freundin der Duchess of Windsor.

## Familienumfeld
Diana Mitford war eines von sieben Kindern des David Bertram Ogilvy Freeman-Mitford, 2. Baron Redesdale, und Sydney Bowles. Ihre jüngere Schwester Unity Mitford wurde eine persönliche Freundin von Adolf Hitler. Ihre ältere Schwester Nancy Mitford wurde eine im Vereinigten Königreich bekannte Schriftstellerin. Die Mitford-Schwestern waren darüber hinaus Cousinen von Clementine Hozier, der Ehefrau von Winston Churchill. Diana wurde, wie ihre Geschwister, überwiegend im elterlichen Asthall Manor in Oxfordshire von Gouvernanten unterrichtet. Lediglich im Jahre 1926 wurde sie für ein halbes Jahr auf eine Schule nach Paris geschickt.
Diana wird als außerordentlich attraktive und charmante Erscheinung geschildert. Im Alter von 18 Jahren lernte sie den irischen Aristokraten, Schriftsteller und Brauerei-Erben Bryan Walter Guinness kennen. Obwohl ihre Eltern gegen eine Verbindung waren, heiratete sie Guinness am 30. Januar 1929. Die Hochzeit war ein großes gesellschaftliches Ereignis. Später wurden zwei Söhne geboren, Jonathan Bryan Guinness (* 1930) und Desmond Walter Guinness (* 1931). Das Ehepaar hatte ein jährliches Einkommen von 20.000 £, was im Jahr 2005 einer Kaufkraft von ca. 850.000 £ entsprach, ein Anwesen in Hampshire sowie Häuser in London und Dublin. Die beiden waren als häufige Gastgeber von glänzenden Empfängen bekannt, an denen Schriftsteller wie Evelyn Waugh, Lytton Strachey, Dora Carrington und John Betjeman sowie Politiker wie Winston Churchill teilnahmen. Waugh widmete dem Paar seine Erzählung „Vile Bodies“, eine Satire auf die „wilden Zwanziger Jahre“. Dem Vater ihres Gatten wurde 1932 der Adelstitel eines Baron Moyne verliehen, den ihr Gatte später (1944) erben würde.
1932 wurde Diana Mitford die Geliebte von Sir Oswald Mosley, 6. Baronet, der den Ruf eines notorischen Frauenhelden besaß. Sie schockierte damit ihre Familie und sorgte für einen gesellschaftlichen Skandal. Mosleys Ehefrau war Lady Cynthia Curzon, eine Tochter von George Curzon, 1. Marquess Curzon of Kedleston, dem früheren Vizekönig von Indien. Diana trennte sich bald von ihrem Mann, Mosley wollte jedoch seine Ehefrau nicht verlassen. Im Mai 1933 starb Mosleys Frau nach einer Operation an einer Bauchfellentzündung, und Mosley begann ein Verhältnis mit einer anderen Frau.

## Leben in Deutschland, Nähe zu den Nationalsozialisten
1933 ging Diana mit ihrer damals neunzehnjährigen Schwester Unity nach Nürnberg, um den Reichsparteitag der NSDAP zu besuchen. Unity hatte Hitler bereits in München kennengelernt. Sie lebte fortan in Deutschland und wurde zu einer guten persönlichen Bekannten des deutschen Reichskanzlers, mit dem sie häufig verkehrte.
1934 wurde Dianas Ehe geschieden, und sie ging mit ihren beiden Söhnen nach Belgrad, wo Mosley sie mehrfach besuchte.
Bei einem weiteren Besuch in Deutschland im März 1935 wurde Diana von Unity Adolf Hitler vorgestellt. Die beiden wurden seine Gäste, und 1936, anlässlich der Olympischen Spiele in Berlin, stellte Hitler Diana einen Mercedes-Benz samt Chauffeur zur Verfügung.
In der Öffentlichkeit trat Diana weiterhin als Mosleys Geliebte auf, obwohl er immer wieder Affären mit anderen Frauen hatte. Am 6. Oktober 1936, in einem Berliner Büro von Propagandaminister Joseph Goebbels, wurde schließlich die Ehe geschlossen. Außer den Trauzeugen und dem Standesbeamten waren nur Hitler und Goebbels anwesend. Hitler schenkte dem Paar ein Porträt von sich in einem silbernen Rahmen. Die Hochzeit wurde bis zur Geburt des ersten Kindes, Oswald Alexander Mosley (1938–2005), geheim gehalten.
Im August 1939 äußerte Hitler im Beisein Diana Mosleys bei einem Mittagessen, dass ein Krieg zwischen Großbritannien und dem Deutschen Reich wohl unvermeidlich sei.
Nach der Rückkehr ins Vereinigte Königreich wurde das Ehepaar bei Ausbruch des Zweiten Weltkrieges wegen seiner offenkundigen nationalsozialistischen Sympathien interniert. 1940 wurde ihr zweiter Sohn, Max Rufus Mosley (1940–2021) geboren. Anfänglich wurden die beiden getrennt gefangen gehalten, aber nach Intervention von Winston Churchill wurde Mosley zum einzigen männlichen Gefangenen im Londoner Frauengefängnis Holloway. 1943, nach zwei Jahren Haft, wurde das Ehepaar aufgrund von Mosleys schlechtem Gesundheitszustand entlassen. Bis zum Ende des Krieges wurden die beiden unter Hausarrest gestellt. Nach eigener Aussage ist Diana Mosley während der Haft misshandelt und gefoltert worden.

## Irland, Paris und Tod
Nach Kriegsende ging Diana mit ihrem Mann für einige Jahre nach Irland, später siedelten sie nach Frankreich über, wo sie in Orsay nahe Paris in einem großen Haus namens „Temple de la Gloire“ lebten. Ihre Nachbarn waren der Duke (der seinerzeit abgedankte König Edward VIII.) und die Duchess of Windsor, mit denen sie sich bald anfreundeten.
Der Krieg und die Zeit der Gefangenschaft hatten Dianas Weltsicht nicht geändert. In Frankreich gründete Diana die rechtskonservative Zeitschrift The European, in der sie auch eigene Artikel veröffentlichte. Seit ihrer Hochzeit mit Mosley unterstützte sie die britischen Faschisten (British Union of Fascists und die nach dem Krieg gegründete Nachfolgepartei Union Movement). Sie bewunderte weiterhin Hitler und die Ziele der Nationalsozialisten, obwohl sie durchaus kritisch war und differenzierte; so hielt sie etwa Hitler an der Vernichtung der europäischen Juden für schuldig. Mosleys Versuche, wieder in die Politik einzusteigen, scheiterten.
Ein im Jahre 2002 herausgegebener Bericht des britischen Geheimdienstes MI5 zeigt, dass Diana in ihrer aktiven Zeit teilweise als „öffentliche Gefahr“ eingeschätzt wurde. Man hielt sie für sehr viel cleverer und gefährlicher als ihren Mann: Sie sei extrem ehrgeizig und bereit, ihre Ziele mit allen Mitteln zu erreichen.

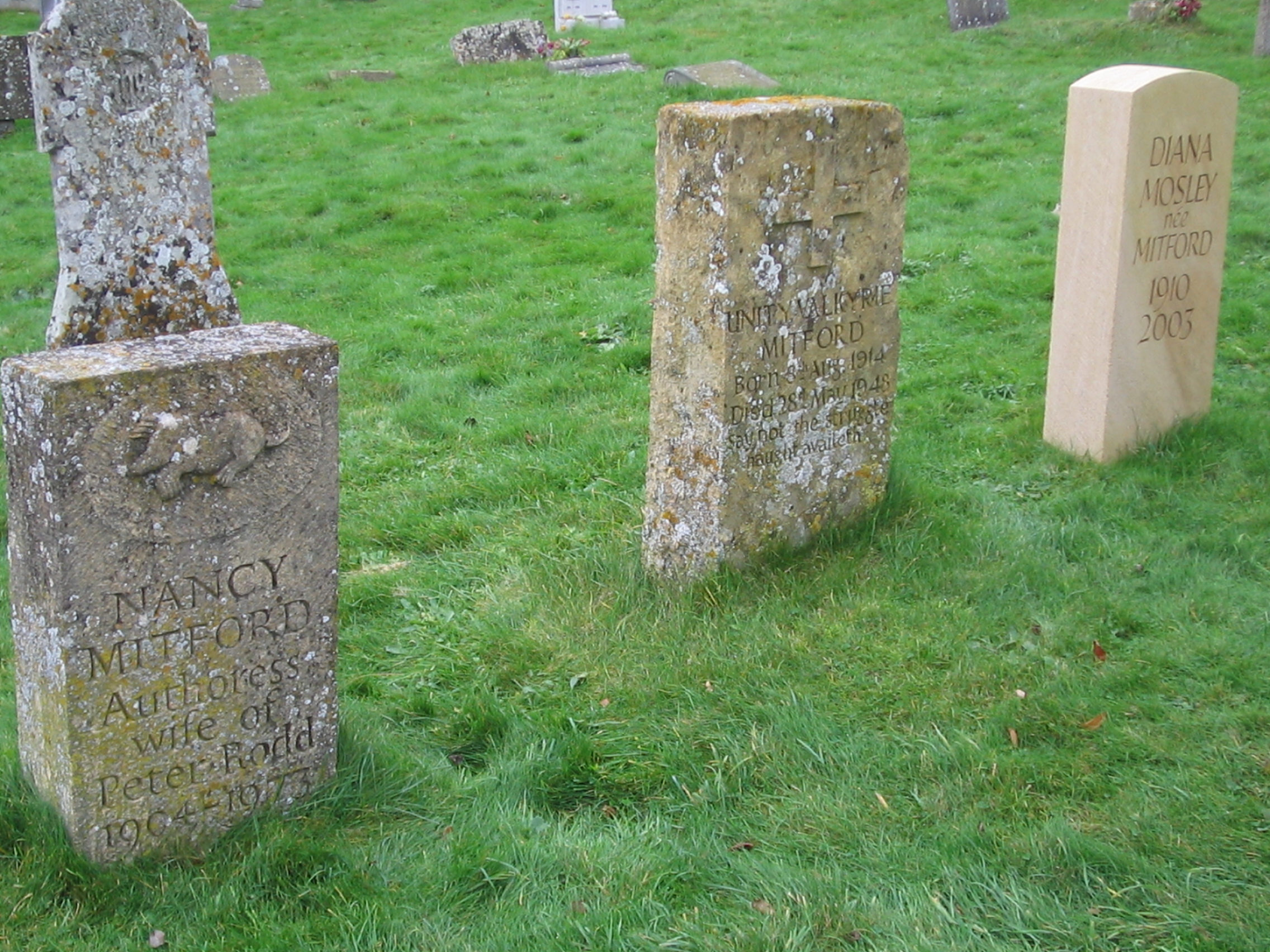
Grabstein von Diana Mitford (rechts) neben denen ihrer Schwestern Unity und Nancy Mitford

Diana Mitford starb im August 2003 im Alter von 93 Jahren in Paris.
In einem Nachruf des Daily Telegraph wird sie als „unwiderstehlich charmanter, unverbesserlicher Nazi“ beschrieben.

## Rezeption
- In der britischen Dramaserie Peaky Blinders taucht Diana Mitford zusammen mit Oswald Mosley in der sechsten Staffel auf. Sie versuchen den Hauptcharakter der Serie, Thomas Shelby, politisch für sich zu nutzen.

## Veröffentlichungen
- Mosley, Diana, A Life of Contrasts, (1. Ausgabe, Hamish Hamilton, 1977) London, 2003,   ISBN 1-903933-20-X
- Mosley, Diana, Loved Ones, Sidgwick & Jackson 1985, ISBN 0-283-99155-0, Onlineversion (Memento vom 13. Oktober 2007 im Internet Archive) des Kapitels über Oswald Mosley bei oswaldmosley.com
- Mosley, Diana, The Duchess of Windsor, Sidgwick & Jackson 1980, ISBN 0-283-98628-X
- Mosley, Charlotte, The Mitfords: Letters Between Six Sisters, HarperCollins 2007, ISBN 978-1-84115-774-0
- Mosley, Diana, The Pursuit of Laughter, Gibson Square 2008, ISBN 978-1-906142-10-0